# Кавказки козел
Кавказките козли (Capra caucasica) са вид средноголеми бозайници от семейство Кухороги (Bovidae). Срещат се само в западната част на хребета Голям Кавказ, на територията на Русия и Грузия. Видът е застрашен, като числеността на популацията му се оценява на около 6000 екземпляра и намалява през последните години.
Кавказкият козел достига височина на рамото 1 m и маса 65 kg. Има едро и тясно тяло с къси крака. Окраската му е светлокафява, по-светла по корема и по-тъмна по краката. Рогата са грапави и извити назад, като при мъжките достигат 70 cm дължина. Обитава високопланински местности с надморска височина от 800 до 4000 m. Активен е главно през нощта, когато се храни с трева и листа на храсти и дървета. Женските живеят на групи от около 10 екземпляра, а мъжките — поединично.